# 中道玲夏
中道 玲夏（なかみち れいか、2001年7月17日 - ）は、日本の女子バスケットボール選手である。ポジションはセンター。Wリーグの新潟アルビレックスBBラビッツ所属。

## 来歴
石川県出身。
2023年12月、新潟アルビレックスBBラビッツにアーリーエントリー登録。